# Callilepis eremella
Espèce
Synonymes
- Callilepis eremellus Chamberlin, 1928
- Callilepis altitudonis Chamberlin, 1936

Callilepis eremella est une espèce d'araignées aranéomorphes de la famille des Gnaphosidae.

## Distribution
Cette espèce se rencontre :
- au Canada en Colombie-Britannique[2] ;
- aux États-Unis  au Montana, au Washington, en Oregon, en Californie, en Utah, au Wyoming, au Colorado, au Nouveau-Mexique et en Arizona[2] ;
- au Mexique en Basse-Californie[3].

## Description
Les mâles mesurent en moyenne 3,34 mm et les femelles 5,29 mm.

## Publication originale
- Chamberlin & Gertsch, 1928 : Notes on spiders from southeastern Utah. Proceedings of the Biological Society of Washington, vol. 41, p. 175-188.